# 臨時全ロシア政府
臨時全ロシア政府（りんじぜんロシアせいふ、ロシア語:  Временное Всероссийское правительство ）は、1918年9月23日にロシア内戦時のオムスクで成立したロシア国の短命政権。社会革命党や立憲民主党などによって構成されたが、同年11月18日に崩壊。首都はウファ。言語はロシア語。

## 概要
ボリシェヴィキから解放された領土で形成された民主的政府の中で、主導的な役割を果たしたのは、サマーラの憲法制定会議議員委員会 （ロシア語: Комитет членов Учредительного собрания、略称：コムーチ）とオムスクのシベリア共和国の2つであった。前者の常備軍にはコムーチ人民軍があり、後者にはシベリア軍があった。1918年6月に開始された両者による単一政府の形成に関する交渉は、1918年9月8日から23日にかけてウファで会議が開かれ、ロシア臨時政府の後継政府を樹立することが議論され、最終的に5人の執政官による合議制の形態を採ることで合意した。 9月にウファで開催された会議において初めて最終合意に達した。その結果、社会革命党右派の指導者の一人であるニコライ・アフクセンチェフ（臨時政府内務大臣）が議長を務める、5人による臨時全ロシア政府が形成された。行政は閣僚評議会が担当し、閣僚となった14人の内10人はシベリア共和国の閣僚が留任した。しかし、11月18日に陸海軍大臣のアレクサンドル・コルチャークがクーデターを起こし執政官会議を解体し、自身が最高指導者として全権を掌握した。これに伴って臨時全ロシア政府はロシア国政府へ移行した。

## 目的と政策
全ロシア最高権力確立法は、臨時全ロシア政府が「全ロシア制憲議会が召集されるまでの間、ロシア国家の全領域において最高権力機関となる」ことを定めた。この法律は、「臨時全ロシア政府の権限を有事の際に臨時政府に移譲する」ことを規定した。これにより、地域自治体の主権は廃止された。
軍隊に関して、同法は「政党の影響力を排除した、強力で戦闘可能な、統一されたロシア軍を再建する」必要性を述べると同時に、「軍人の政治的組織の不許可と、軍隊の政治からの排除」を掲げた。
ロシアの国家の統一と独立を回復することが緊急の課題として挙げられた。
臨時全ロシア政府は5人の議員と5人の執政官で選出されたが、そのうちの何人かは本部のウファからかなり離れた場所にいた。
| 職位         | 人数 | 氏名 | 備考 |
| ------------ | ---- | --- | ---- |
| 選出議員     | 5    | - ニコライ・アフクセンチェフ - ニコライ・アストロフ - ヴァシーリー・ボルドィレフ - ピョートル・ヴォロゴーツキイ - ニコライ・チャイコフスキー         |      |
| 選出代議員   | 5    | - アンドレイ・アルグノフ - ウラジーミル・ヴィノグラードフ - ミハイル・アレクセーエフ - ヴァシーリー・サポジニコフ - ウラジーミル・ゼンジノフ         |      |
| 実際の構成員 | 5    | - ニコライ・アフクセンチェフ - ウラジーミル・ヴィノグラードフ - ヴァシーリー・ボルドィレフ - ピョートル・ヴォロゴーツキイ - ウラジーミル・ゼンジノフ |      |

10月9日、臨時全ロシア政府は、進撃する赤軍にウファを占領される恐れがあったため、オムスクに移動した。
10月13日、黒海艦隊の元司令官で、後に臨時全ロシア政府の閣僚理事会のメンバーとなるアレクサンドル・コルチャークがオムスクに到着した。
11月4日、臨時全ロシア政府は、すべての州政府に対し、「すべての州政府と州代表機関を例外なく」直ちに解散し、州政府のすべての権限を臨時全ロシア政府閣僚会議に移譲するよう要請した。同日、シベリア臨時政府の省庁および中央省庁を基礎として、臨時政府の執行機関であるピョートル・ヴォロゴーツキイを議長とする全ロシア閣僚評議会が形成された。
ロシア東部におけるすべての地方政府、行政政府、カザーク政府の廃止を達成することができ、反ボリシェヴィキの抵抗勢を強化することができた。
11月4日に発足した臨時全ロシア政府閣評議会は、以下のメンバーで構成された。
| 職名               | 氏名 | 氏名                                         | 所属                 | 備考 |
| ------------------ | ---- | -------------------------------------------- | -------------------- | ---- |
| 議長               |      | ピョートル・ヴォロゴーツキイ                 | 社会革命党           |      |
| 副議長             |      | ウラジーミル・ヴィノグラードフ               | 立憲民主党           |      |
| 陸軍・海軍相       |      | アレクサンドル・コルチャーク                 | 無所属               |      |
| 外務相             |      | ユーリ・クリュチニコフ                       | 立憲民主党           |      |
| 内務相             |      | アレクサンドル・グッテンベルガー             | 立憲民主党           |      |
| 物資補給相         |      | イヴァン・セレブレニコフ                     | 社会革命党           |      |
| 大蔵相             |      | ミハイノフ・アドリアノヴィチ                 | 無所属               |      |
| 司法相             |      | ミハイノフ・アドリアノヴィチ                 | 社会革命党           |      |
| 司法相             |      | アレクサンドル・ザルドーヌイ                 | 人民社会党           |      |
| 鉄道相             |      | レオニード・ウストルゴフ                     | 無所属               |      |
| 教育相             |      | ヴァシーリー・サポジニコフ                   |                      |      |
| 労働相             |      | レオニード・イヴァノヴィチ・シュミロフスキー | ロシア社会民主労働党 |      |
| 農業相             |      | ニコライ・ペトロフ                           | 無所属               |      |
| 通産相代理         |      | ニコライ・シューキン                         | 無所属               |      |
| 会計検査官         |      | グリゴリー・クラスノフ                       | 無所属               |      |
| 閣僚評議会事務局長 |      | ゲオルギー・テルバーグ                       | 無所属               |      |

主に中道右派によって構成された閣僚評議会のメンバーの中で、右派の政治路線を強力に擁護したのは、大蔵大臣ミハイノフ・アドリアノヴィチ で、ゲオルギー・ギンズ らの支持を得ていた。彼らは軍事独裁の形で強力かつ均質な権力を確立することを目指した。
1918年11月17日から18日にかけての夜、オムスクに駐屯していたカザーク部隊の兵士たちが、議長アフクセンチェフと代議員ゼンジノフを逮捕した。ゼンジノフ、アルグノフ、その他の議員が逮捕された。また、逮捕されたのはすべて社会革命党員であった。
11月18日午前、ヴォロゴーツキとヴィノグラードフの2人の議員が参加した、緊急会合で、すべての最高権力を、「軍と国政に権威を持つ一人の人物にすべての軍事・行政権力を集中させる」必要があるとの結論を出した。そして、「国家の最高権力を一時的に、閣僚評議会の支持を受ける一人の人物に移譲し、そのような人物に最高指導者（Верховный правитель）の名称を与える」ことを原則とすることが決定された。その後、いわゆる11月18日憲法（конституция 18 ноября）が策定・採択され、最高指導者と閣僚評議会との関係が定められた。
閣僚評議員の無記名投票により、陸軍・海軍相コルチャークが最高指導者に選出され、同時に提督に昇格した。コルチャークは選挙への同意を表明し、軍に最高司令官の称号の就任を表明し、ロシアに軍事政権（Военная диктатура）が樹立された。コルチャーク政権は1920年1月4日まで機能した。
1918年11月20日、逮捕された議員は中国行きの列車に乗せられ国外に追放された。